# Rusko-turecká válka (1877–1878)
Rusko-turecká válka (1877–1878), známá také jako bulharská osvobozenecká válka, byl válečný konflikt mezi Ruskou říší a Osmanskou říší. Na straně Ruska se do něj zapojilo Rumunsko, Srbsko, Černá Hora a bulharští opolčenci. Osmanské Turky nepřímo podporovali hlavně Britové. Propukla jako vyústění Velké východní krize, která se skládala z dalších konfliktů a povstání, jako bylo hercegovské povstání, dubnové povstání, srbsko-turecká válka či razložsko-kresenské povstání, a i konferencí a mírových dohod jako byla Cařihradská konference, Londýnská konference či Berlínský kongres. Válka skončila ruským vítězstvím, uzavřením předběžného míru v San Stefanu, kterým bylo vytvořeno osvobozené novodobé Velké Bulharsko, jehož hranice a suverenita byly drasticky omezeny nátlakem velmocí během Berlínského kongresu.

## Předcházející události, motivace důležitých účastníků

### Velká východní krize, povstání v Bosně a Hercegovině, Dubnové povstání
Již v zimě 1874/75 se hospodářství Osmanské říše dostalo do hluboké krize, ke které spělo již od krymské války. Pokusy stabilizovat státní pokladnu, kterou velice významně zatěžovalo splácení zahraničních dluhů, novými dávkami, tuhá zima a neúroda vedly k nepokojům v národnostně a nábožensky různorodém státě. Povstání v Bosně a Hercegovině začalo v červnu 1875. Bulhaři inspirováni bosenskými událostmi se připravili k povstání v jaře 1876, jejich dubnové povstání bylo drasticky potlačeno, což vedlo k příklonu evropského veřejného mínění k podpoře národně-osvobozeneckých bojů či alespoň požadavků větší míry autonomie a náboženské svobody pro balkánské křesťany. Ač se mínění širokých vrstev evropské veřejnosti stavělo k problémům téměř jednoznačně, tak postoje jednotlivých velmocí ke krizi byly velice různorodé. Hlavní rozpory mezi velmocemi se táhly již od krymské války. Rusko se snažilo obnovit minimálně své předkrymské pozice na Balkáně a v oblasti Černého moře, požadovalo autonomii pro Bulharsko či Bosnu a Hercegovinu. Británie měla naopak snahu čelit ruskému vlivu, zastavit rozrůstání ruského impéria směrem na jih a udržování nárazníkových států mezi britskou a ruskou sférou vlivu bylo součástí jejích geopolitických plánů. V dalších evropských zemích si často protiřečily zájmy finančníků, kteří potřebovali udržet tureckou říši už kvůli příjmům ze zahraničních půjček, s názory široké veřejnosti.

### Srbsko-turecká válka a její ohlas
V knížectvích Srbsko a Černá Hora se asi dva měsíce po nezdaru Dubnového povstání prosadila vůle pomoci bosenskohercegovským povstalcům. K 16. červnu 1876 uzavřela knížectví spojenectví a již 26. června 1876 vyhlásil kníže Nikola válku Turecku, což následoval 30. června 1876 srbský kníže Milan Obrenovič stejným krokem. „Přes značnou materiální i morální pomoc Ruska se válka nevyvíjela ve prospěch slovanských spojenců. Turci měli značnou převahu. V kritických chvílích zasáhlo Rusko, které ultimativně vyzvalo Turecko, aby zastavilo boje a uzavřelo příměří.“
Tato srbsko-turecká válka měla značný ohlas v bulharské politické emigraci. V červnu 1876 vyslal Slovanský výbor v Moskvě Vladimira Jonina do Bukurešti, kde 10.(22.) července probíhalo zasedání bulharských dobročinných spolků. Ty se sjednotily do Bulharské ústřední dobročinné společnosti (bulharsky Bălgarsko centralno blagotvoritelno obštetstvo), jejímž předsedou byl Kirjak Cankov a jednatelem Petr Enčev. Tato organizace se snažila plnit funkce BRÚV, který byl po Dubnovém povstání v jistém stupni rozkladu. BÚDS vyzýval Bulhary i turecké rolníky k dalšímu povstání na pomoc Srbům a Černohorcům. To však vzhledem k situaci, kdy byla značná část bulharského obyvatelstva stižena následky tureckých represí, nebylo příliš reálné. Jinak však byli velmi aktivní bulharští emigranti, kteří dali dohromady v několika dnech 5 000 dobrovolníků v Srbsku a spolu s ruskými dobrovolníky vytvořili úplnou brigádu. Po srbsko-tureckém příměří se přesunuli dobrovolníci do Rumunska, kde zůstali v pohotovosti, v očekávání dalšího vývoje.
V listopadu 1876 schválil Bulharský národní sněm v Bukurešti nový politický program. Také bylo rozesláno tzv. bulharské memorandum (hlavně velmocem, delegace Dragana Cankova a Marka Balabanova směřovala do několika evropských hlavních měst), v něm se již v úvodu pravilo, že turecké reformy jsou k ničemu, že ochranu křesťanů a pořádek v zemi může zajistit jedině přítomnost cizích vojsk, také bylo žádáno, aby nové hranice byly určeny mezinárodní komisí. Tisíce Bulharů podepsaly slavnostní adresu ruskému carovi, která nadšeně vítala rozhodný postoj Ruska, který sděloval car ve svém projevu.

### Cařihradská a londýnská konference, vyhlášení války, bulharští opolčenci

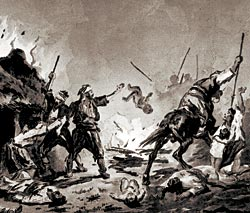
Zvěrstva tureckých bašibozuků v Makedonii

Velmoci se snažily vyřešit krizi během konference v Cařihradě, která proběhla na konci prosince 1876 (začala 11. (23.) prosince). Zájmy Ruska zastupoval cařihradský vyslanec hrabě N. P. Ignaťjev, britský pohled prosazoval ministr pro Indii lord Salisbury, Osmanskou říši hájil turecký ministr zahraničních věcí Saffet paša a dále se účastnili zástupci Francie, Německa, Itálie a Rakousko-Uhersko. Nakonec bylo dosaženo shody na nutnosti autonomie Bosny, Hercegoviny a Bulharska (její provádění mělo být v rukou zahraničních komisařů). Po dlouhém, těžkém, obtížném jednání, bylo dosaženo společného rozhodnutí, jež navrhl francouzský delegát: autonomní správa Bulharska měla být rozdělena do dvou oblasti (východní vilájet v Trnově, západní se sídlem v Sofii), každé v čele s křesťanským valijou (hlavní guvernér) jmenovaným sultánem (k tomu byl nutný souhlas velmocí) na 5 let, obyvatelstvo mělo mít podíl na rozhodování prostřednictvím oblastního shromáždění (to mělo určovat výši daně), 30 % daní mělo být odvedeno turecké vládě. Policie měla být tvořena muslimy a křesťany, političtí trestanci (i vyhnanci) amnestováni a kontrolu provedení všech podmínek měla zajistit mezinárodní komise.
Lord Salisbury sice dohodu odsouhlasil, avšak mnohé britské kruhy se chovaly značně turkofilně a vyslovily podporu Turecku. Jiný britský diplomat Elliot silně ovlivnil další sultánovo rozhodnutí, které bylo velice překvapivé. Sultán jmenoval velkým vezírem Midhata pašu (konstitucionalistu) a vyhlásil ústavu (tou podle tureckého názoru zajistil reformy: obyvatelé měli volit sandžakovou (krajskou) radu a ta měla vybrat zástupce do Národního shromáždění v Cařihradu; za bulharskou provincii to měli být 4 křesťané a 4 muslimové, obdobné počty měly zastupovat Bosnu a Hercegovinu). V Bulharsku byla muslimskými kruhy zorganizována „děkovná akce“ (ne autonomii, ano konstituci, ale účastnil se jí jen turkofilní zlomek obyvatelstva). Ignaťjev nato navrhl donutit silou Turky, aby rozhodnutí konference realizovali, proti čemuž se postavil Salisbury, a tak konference skončila bezvýsledně. Koncem března 1877 se ještě konala londýnská konference, na níž bylo úsilí diplomatů završeno 19. (31.) března uzavřením protokolu, kterým bylo Turecko vyzváno k provedení reforem. Avšak opět zásluhou Británie vyšly snahy naprázdno.
Pod vlivem neúspěchů obou konferencí zorganizovalo Rusko dvě armády (dunajskou o 185–190 tisících mužích /postupně pak během války byla doplňována/, kterou vedl carův bratr Nikolaj Nikolajevič, a kavkazskou s 60–75 tisíci muži, již vedl carův bratr Michail Nikolajevič) a uzavřelo dohody s Rumunskem (o průchodu vojsk a posléze se mělo stát i spojencem Rusů v plánované válce, a tak souhlasilo s navýšením stavu armády na 59 700 vojáků). Další vojska, s nimiž Rusové počítali v připravované válce, bylo černohorské o cca 30 tisících a srbské o 56 tisících mužích.
Turecké odmítnutí londýnského protokolu se stalo záminkou pro následné vyhlášení války Alexandrem II., které proběhlo 12. (24.) dubna 1877. Ihned byla vytvořena bulharská dobrovolnická domobrana (tzv. opolčení, proto byli nazýváni opolčenci) – jejím sídlem byl nejprve Kišiněv, poté Ploiești. Hlásili se k ní dřívější bulharští dobrovolníci ze Srbska, z rumunské emigrace a odjinud. Výcvik postupovali v Craiově. Počátkem války měli Rusové v bulharské dobrovolnické domobraně k dispozici 7 500 mužů v 6 družinách, velel jim generálmajor N. G. Stoletov. Byli obdarováni samarským praporem, jenž jim sloužil jako bojová zástava.

## Bulharská fronta

### První etapa od překročení Dunaje po bitvu u Staré Zagory

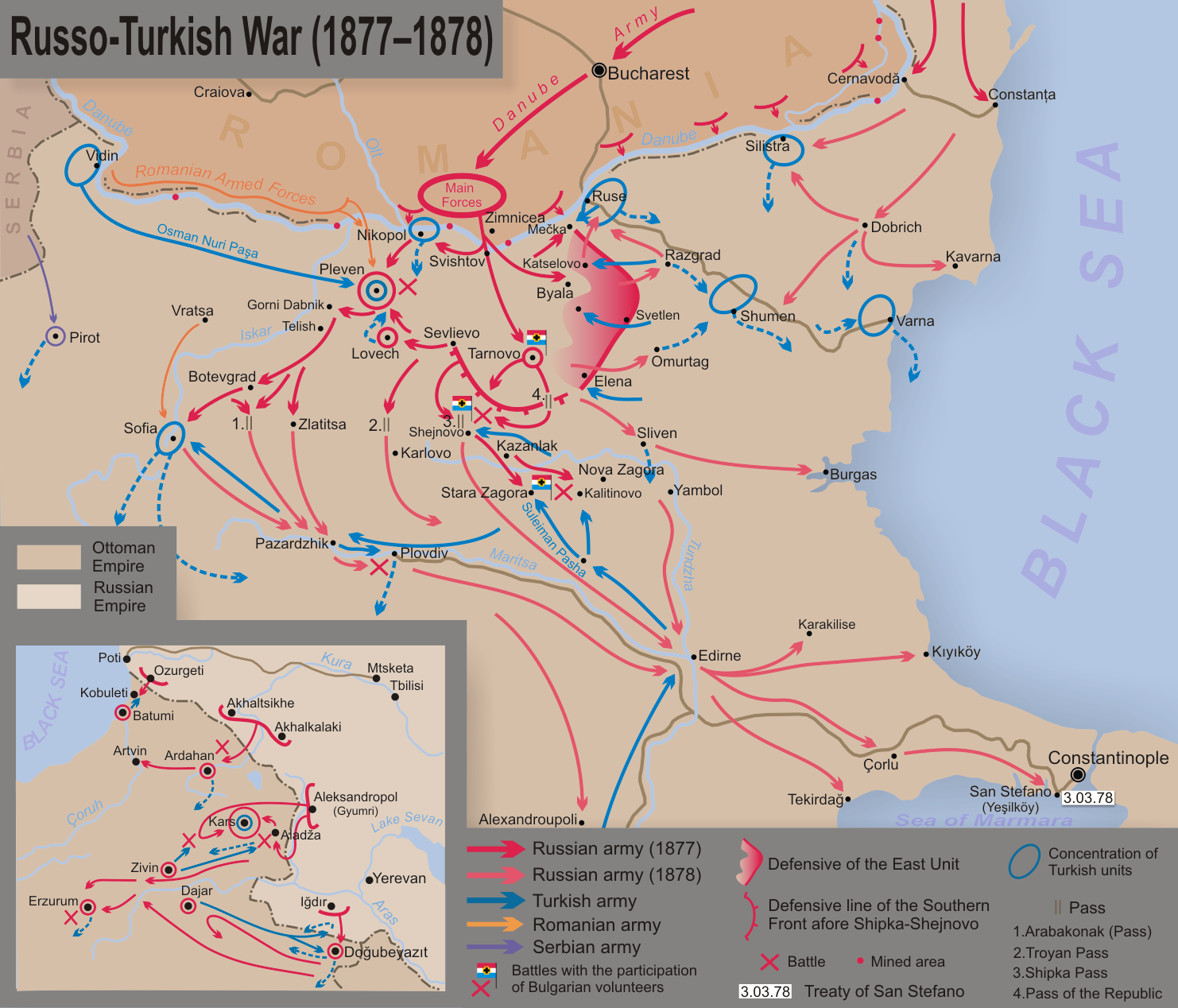
Mapa války

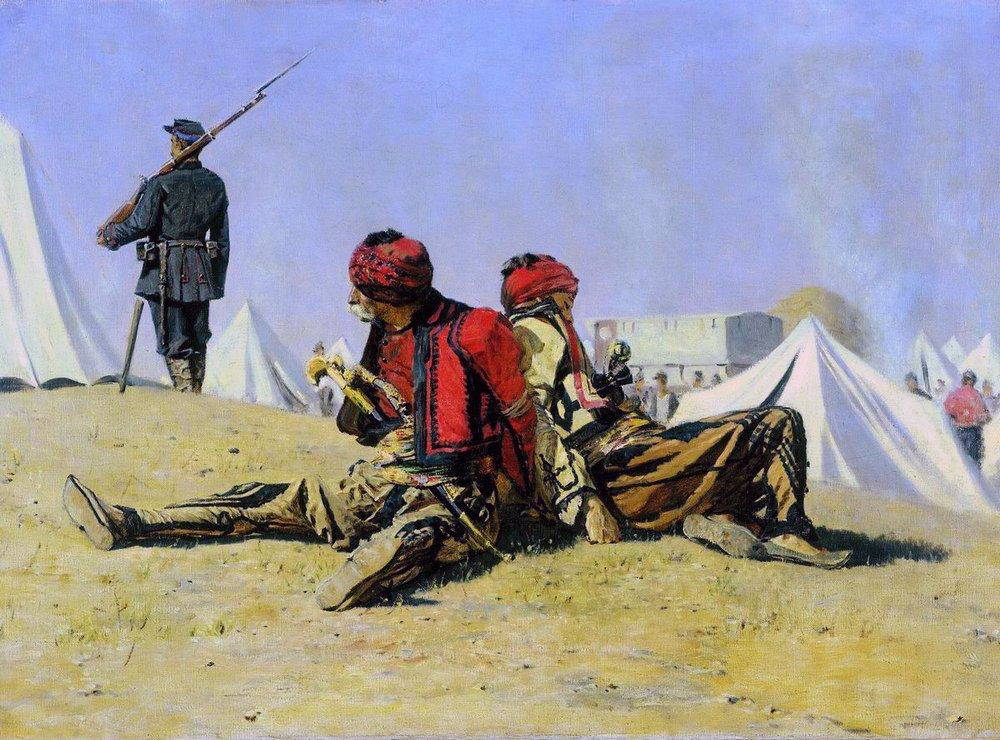
Zajatí bašibozukové

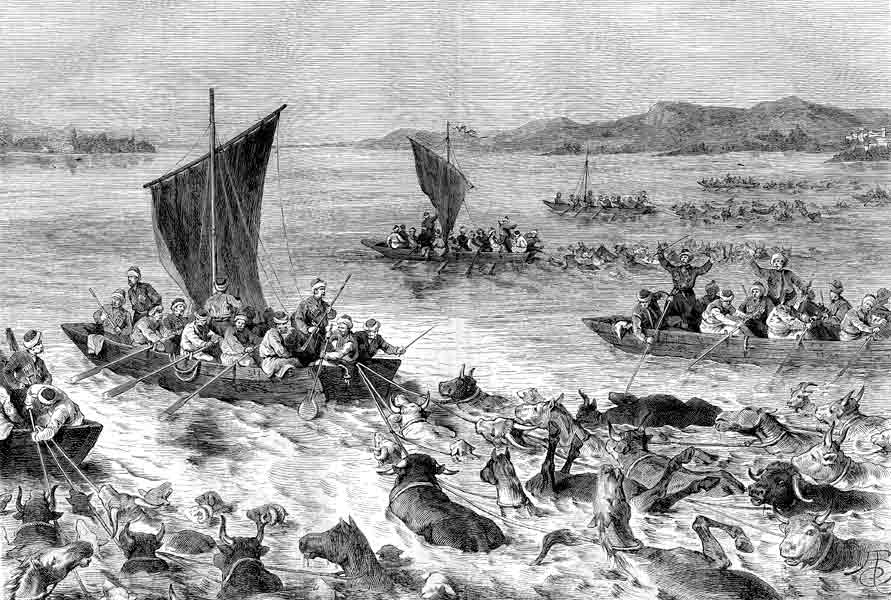
Bašibozukové se vracejí s kořistí z rumunských břehů Dunaje

Překročení Dunaje se odehrálo v prostoru Zimnice a Svištova, začalo o půlnoci na 15. (27.) června 1877. Při přípravě operace byly zničeny turecké říční čluny a zaminováno ústí Dunaje, aby přepravovanou armádu nemohl překvapit námořní útok. Operaci velel generál M. I. Dragomir, velitel 14. pěší divize. Rusové pak obsadili přístav Svištov, kde si vytvořili předmostí, zatímco Turci ustupovali k Nikopoli, Tǎrnovu a Vardimu. Hlavní ruské síly byly přesunuty po pontonech, rozdělily se na předvoj generála J. V. Gurka s 12 000 vojáky a 40 děly, západní část vojska s 30 000 muži a 108 děly; a východní křídlo v čele s následníkem Alexandrem Alexandrovičem, které tvořilo 70 000 mužů vybavených 246 děly. Ti mířili do prostoru Ruse–Silistra–Varna–Šumen.
Do 25. června (7. července) 1877 dosáhl předvoj rychlého postupu a po krátkém boji Veliko Tǎrnovo, kde jim pomohli místní obyvatelé nepozorovaným navedením dragounů k tureckému táboru.
Dne 4.(16.) července 1877 proběhla na západním křídle bitva o Nikopol, po které byli Turci rozprášeni, Rusové pochytali 7 000 zajatců a zmocnili se značné materiální kořist.
Již 7.(19.) července 1877 se dostal Gurko (jeho předvoj se tehdy ocitl nekrytý, bez příslušných záloh, poněvadž bylo upuštěno od záměru rychlého postupu na jih od Staré planiny a na Cařihrad a ruské velení se přiklonilo k postupnému dobývání pevností a ohnisek odporu) až do okolí Karlova (Levskigrad), pak obsadil průsmyk a postoupil ke Staré Zagoře (na tuto událost vzpomínal ve svých pamětech komunistický vůdce Dimităr Blagoev, zvláště pak na dojetí děda Slavejkova, jež bylo vzbuzováno dlouho očekávaným osvobozením Bulharska).
Již na počátku války byla ustavena při hlavním velení Dunajské armády zvláštní kancelář, jejímž úkolem bylo organizovat na osvobozeném území civilní správu. Do jejího čela byl jmenován Vladimír Alexandrovič Čerkasský.) Směřoval většinu svých kroků k zachování starého tureckého zřízení, spolupracoval hlavně s rusofilskými bulharskými velkostatkáři, snažil se vyhnout všem nestabilním lidovým prvkům, a tak byl rozpuštěn BRÚV. Bývalé sandžaky byly přejmenovány na gubernie (vedené gubernátory) – první se stal Svištov (v jejím čele stanul Najden Genov, ruský vicekonzul v Plovdivu bulharského původu). Po válce, v létě 1878 se odtud prozatímní ruská správa přemístila do Plovdivu. Z daní nechal odstranit kníže Čerkasský pouze bedel (daň z mužů – za zproštění vojenské povinnosti křesťanů), naturální daň nahradil peněžní. Po smrti knížete Čerkasského stanul v čele správy Dondukov-Korsakov, zatímco nejvyšší výkonná moc ve Východní Rumélii byla svěřena generálu Alexandru Dmitrijeviči Stolypinovi (říjen 1878). Ten byl značně oblíben, neboť se staral o péči o uprchlíky z Makedonie a Thrákie.

### Od bitvy u Staré Zagory a bitvy v průsmyku Šipka až po dobytí Plevna
Velení Turků po prvních úspěších Ruska rozhodlo rychle odvolat Sulejmana pašu a nejlepší jednotky z Černé Hory a co nejrychleji je přepravit pomocí britského loďstva do Bulharska. Tato síla o 40 000 mužích (spolu s bašibozuky) pak ihned táhla ke Staré Zagoře.
Dne 19.(31.) července 1877 proběhla bitva u Staré Zagory, v níž 3500 Rusů a opolčenců čelilo přesile 15 000 Turků, Rusům pomáhali také místní obyvatelé. Generál Gurko jim vyrazil na pomoc, ale přišel pozdě, neboť musel nejprve u Džuranli (Kalitinovo) porazit Reuf pašu. V tu chvíli již byla Stará i Nová Zagora a blízké vesnice vypáleny, taktéž Kazanlak, a 14 500 lidí pobito. Obrana průsmyků přes pohoří Balkán byla svěřena VIII. sboru generála Raděckého a části Gurkových sil.
Ve dnech 9.(21.) srpna – 13. (25.) srpna probíhala obrana průsmyku Šipky. Rusové měli k dispozici 5 družin opolčenců, Orlovský pluk a 27 děl. Ač byli později posíleni Brjanským plukem tak jejich síly tvořilo jen cca 5500 mužů. Velel jim generál N. G. Stoletov. Proti němu táhl Sulejman paša s 27 000 vojáků a s 42 děly. K vyvrcholení bojů o tzv. Orlí hnízdo na hoře sv. Mikuláše (později přejmenované na vrch Stoletov) došlo 10.(22.) – 11.(23.) srpna. Konec obrany nastal pátý dnem bojů, kdy se Rusům povedl výpad, jenž odradil Turky od dalších útoků. Ruské ztráty dosáhly 3773 mužů, turecké byly o dost vyšší. Tímto vítězstvím byla zmařena snaha Sulejmana paši posílit posádky v severním Bulharsku.
Český inženýr Jiří Prošek tehdy pracoval na stavbě železniční tratě, kterou měla využít turecká vojska. Jeho přítel PhMr. Nádherný (sofijský starousedlík s tureckým občanstvím, musel narukovat do zdravotnické služby tureckého vojska, kde působil jako štábní hekim-paša /lékař/) měl značný přístup k velení v Šumenu a zajišťoval proto zpravodajství po tajných kurýrech ruskému velení. Tehdy získal přesné údaje o přepravě tureckých posil na sever, měly být přepraveny částečně po dráze, a tak ihned uvědomil Ing. Jiřího Proška, jehož dělníci pak během vyvrcholení bojů v Šipce rozmontovali trať nad Odrinem a zabarikádovali ji. Přes hrozby Turků pozdrželi posily skoro o 30 hodin a Proškova statečnost tak tehdy přispěla k vítězství Rusů při obraně Šipky.
Bulhaři organizovali ozbrojené družiny v tureckém týlu, které působily v pohoří Rodopy, v okolí Gjumjurdžiny (dnešní Komotini v Západní Thrákii), a snažili se vytvářet milice na osvobozeném území, které by chránily bulharské obyvatelstvo proti útokům bašibozuků. Na území, z něhož Rusové ustoupili, totiž začaly probíhat rozsáhlé turecké represálie. Jen v jižním Bulharsku bylo pobito 18 000 osob, vypáleno 40 860 obydlí, 925 kostelů a 120 škol (hlavně v okolí Plovdivu a Odrinu). V Cařihradu propukla téměř „bartolomějská noc“, zmizel značný počet Bulharů, mnozí byli povražděni a jejich ženy byly unášeny a znásilňovány. Zvěrstva dokonce převyšovala i odvetu za Dubnové povstání. Zločiny byly konány i v přítomnosti anglických instruktorů tureckého vojska, jako byl jistý major St. Clair. Ruští zajatci byli na místě pobíjeni. Takové jednání pak mělo zákonitou odezvu i naopak na území obsazeném opačnou stranou.
Plevno držel jeden z nejschopnějších tureckých velitelů, Osman paša, nejprve proti němu vyrazilo západní křídlo Rusů. Již 8. (20.) července podnikla útok divize generála Schilder-Schuldnera o 9 000 vojácích, avšak bez řádného průzkumu, Schilder-Schuldner neznal počet Turků (15 000 vojáků doplněných početným dělostřelectvem), kteří Rusům připravili krutou porážku v okolí Bukovlăku, Janăkbairu a Grivice. Tehdy započalo obléhání Plevna, k němuž obě síly dopravily postupně velké počty vojáků. Dne 18.(30.) července byl připraven opětovný útok Rusů proti posíleným Turkům (24 000 + 56 děl a zesílené opevnění). Ten však vinou velitelské neschopnosti generála N. P. Krüdenera neuspěl. Kvůli tomuto neúspěchu musel být zastaven ruský postup na jih. Při třetím útoku na Plevno 29.–31. srpna společně s vojskem Rumunů, pronikl generál M. D. Skobelev až na předměstí Plevna, ale tvrdošíjný odpor Osmana paši jeho postup zastavil. Tento útok byl nejkrvavější bitvou celé války – Rusové byli odraženi se ztrátou 13 000 Rusů a 3 000 Rumunů během 5 dnů bojů. V důsledku neúspěchů bylo přistoupeno k uzavření Plevna v neproniknutelném obležení, které řídil generál E. I. Totleben, proslulý ženijní odborník krymské války. Při držení obklíčení proběhly boje v Grivici, Gorném Dăbniku, Dolném Dăbniku, Teliši ad. Turci byli při pokusech zabezpečit zásobovací linie do obklíčeného města poraženi. Proto zorganizovali armádu 52 000 Turků v okolí Sofie a Ochranu (Botevgrad) a pokusili se Plevno vysvobodit. Rusové se tehdy rozdělili na 2 částí: obléhací (Totleben) a obrannou (té velel Gurko, který proti Turkům vytáhl a uvolnil cesty ke Zlatici a Sofii). Postavení plevenské posádky se zhoršilo („Pád Plevna bude pro naši zem velkým neštěstím,“ psal tehdy Disraeli královně Viktorii), nedostávalo se munice a jiných zásob. V noci na 28. listopadu (9. prosince) 1877 se Turci snažili o únik, ale tehdy bylo již příliš pozdě, neboť ruské postavení bylo velice silné. Osmanské vojsko se pokusilo využít mlhy, ale byli zpozorováni a odhaleni. Rusové zaútočili na Turky, když se brodili přes řeku Vit, a způsobili jim těžkou porážku, při níž Turci ztratili 5 000 mužů a utekli v panice, když se zdálo, že raněný Osman paša zemřel. Brzy nato proběhla kapitulace, po níž se dostalo do zajetí 43 338 Turků a Rusové se zmocnili značné kořisti. Kapitulací Plevna skončila 2. fáze války a rozběhly se operace vedoucí k osvobození celého Bulharska a ohrožení Cařihradu.

### Třetí fáze války od dobytí Plevna až po Sanstefanský mír

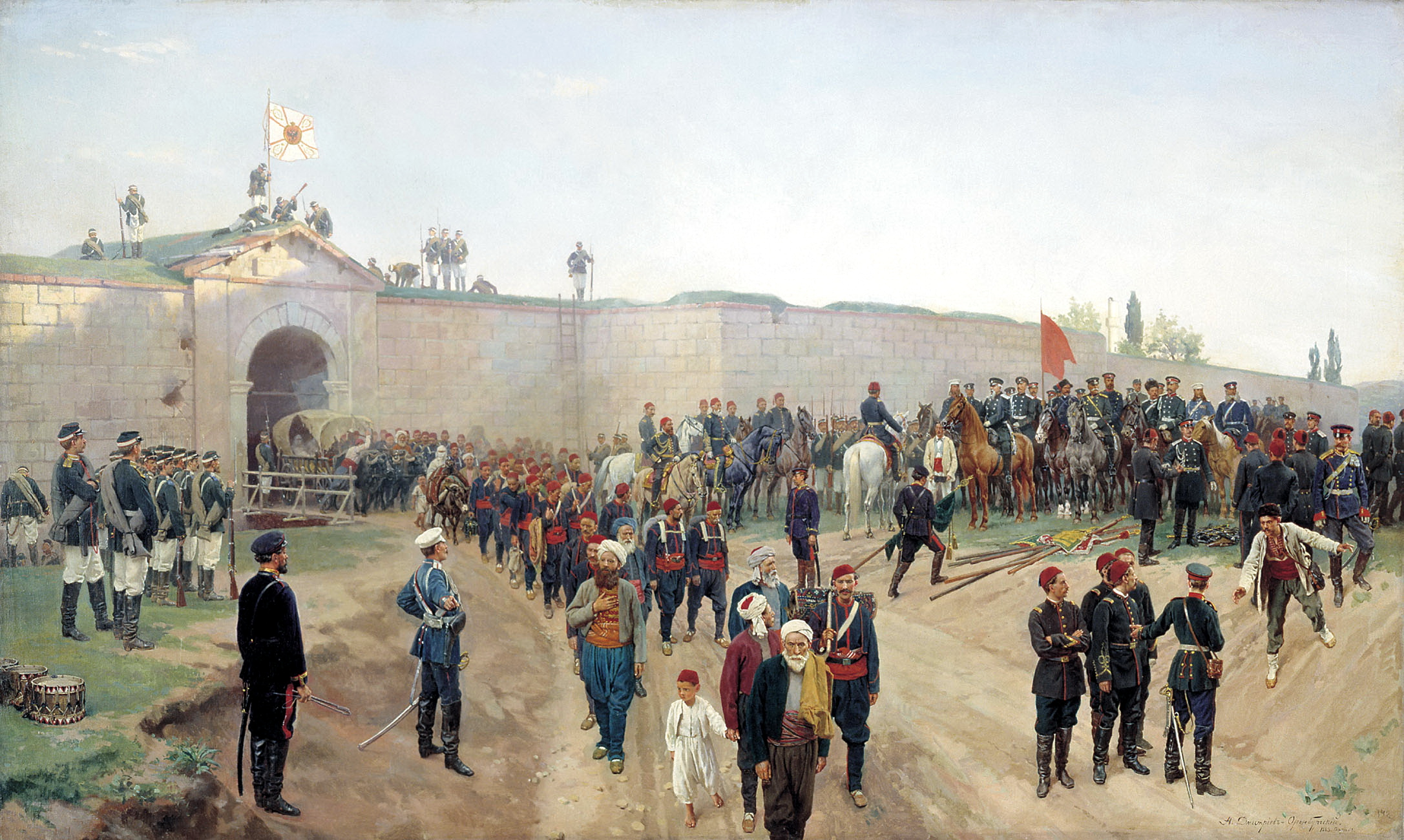
Turecká kapitulace u Nikopole

Pád Plevna znamenal výrazný pokles prestiže Osmanské říše. Další národy pod osmanským područím se chopily šance k osvobození. Již 2. (14.) prosince, několik dní po pádu Plevna vstoupilo do války Srbsko, podpořené ruským finančním příspěvkem. Jeho vojska rychle postoupila k Niši a Pirotu. I Černá Hora dosáhla brzy úspěchu.
Překročení Staré planiny a vpád do jižního Bulharska proběhl opět v rozdělení na 3 proudy: západní (71 000 vojáků s velícím Gurkem se až 19. (31.) 12. 1877 dostalo po značných obtížích průsmykem u Vrace a Etropole do jižního Bulharska; ke dni 23. 12. (4.1.1878) byla osvobozena Sofie, čímž byl zmařen turecký plán na její vypálení, pak již mířili Rusové v 5 kolonách k Plovdivu, který byl obsazen 4. (15.) 1. 1878, při následující bitvě u Plovdivu Turci opustili děla a prchli ke Gjumjurdžině (Komoténé) a k Dedeagači, mohli dát v tu chvíli dohromady již jen 30 000 mužů), trojanský (6 000, gnrl. Karcov) a šipenský (54 000 vojáků a opolčenců pod velením Fjodora Raděckého; operovali v prostoru Šipka–Šejnovo, kde v bitvě u Šejnova obklíčili během 27. a 28. prosince /8. a 9. ledna/ armádu Wessel paši a zajali 30 000 tureckých vojáků). Pak se všechny skupiny spojily u Odrinu a 8.(20.) 1. 1878 se zmocnily města. Současně utrpěli Turci těžké ztráty v severovýchodním Bulharsku (prostor Ruse–Silistra–Varna–Šumen). K Marmarskému moři pak již Rusové táhli od Odrinu bez většího odporu nepřítele.

## Kavkazská fronta

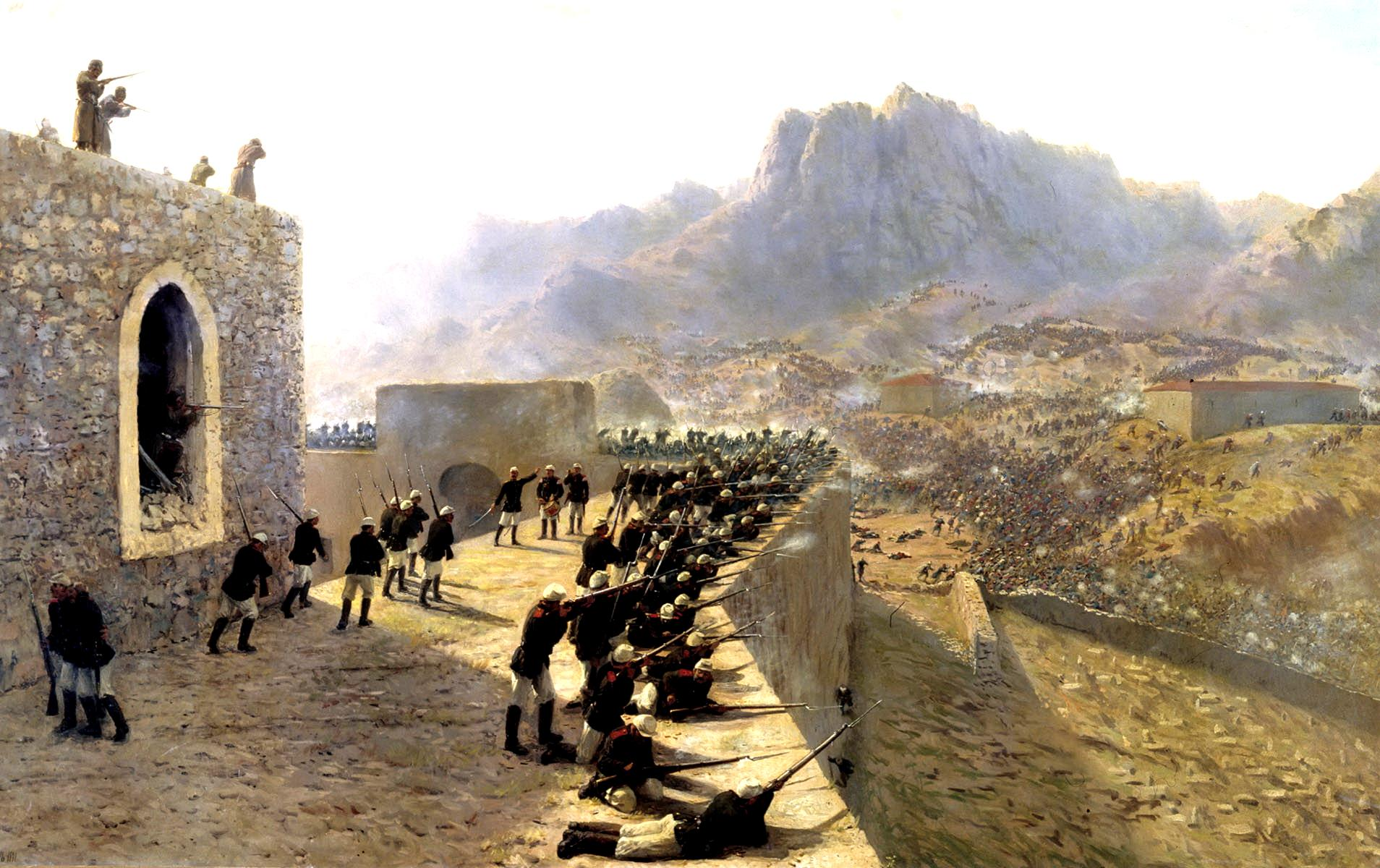
Ruské jednotky odráží turecký útok proti pevnosti Beyazid 8. června 1877, olej od Lva Lagoria z roku 1891.

Na Kavkaze byly na počátku války síly obou stran, stejně jako na Dunaji, vyrovnané. Ruská armáda Kavkazská pod velením velkoknížete Michaila Nikolajeviče brzy dosáhla početního stavu asi 100 tisíc vojáků, na druhé straně osmanská armáda Muchdar paši (známého také jako Ahmed Muhtar paša nebo Muktar paša) měla okolo 90 tisíc vojáků. Lepší bojovou připravenost měla ruská armáda, ale měla horší výzbroj než Turci. Turci byli vyzbrojení nejnovějšími opakovacími puškami anglické a americké výroby. Ruskou armádu aktivně podporovaly i zakavkazské národy, což Rusům zvyšovalo morálku, podobně jako na Balkáně. Součástí ruské armády byly i gruzínské vojenské oddíly a milice.
„V době, kdy se vedly v Bulharsku rozhodující boje, dosáhla ruská vojska bojových úspěchů také na kavkazské frontě.“
Ruský generál Michal Loris-Melikov ve dnech 13.–15. října 1877 vyhrál bitvu u Aladža–dagu, dobyl Kars, kde zajal tureckou posádku (17 tisíc vojáků) a obléhal Erzurum.

## Oběti války

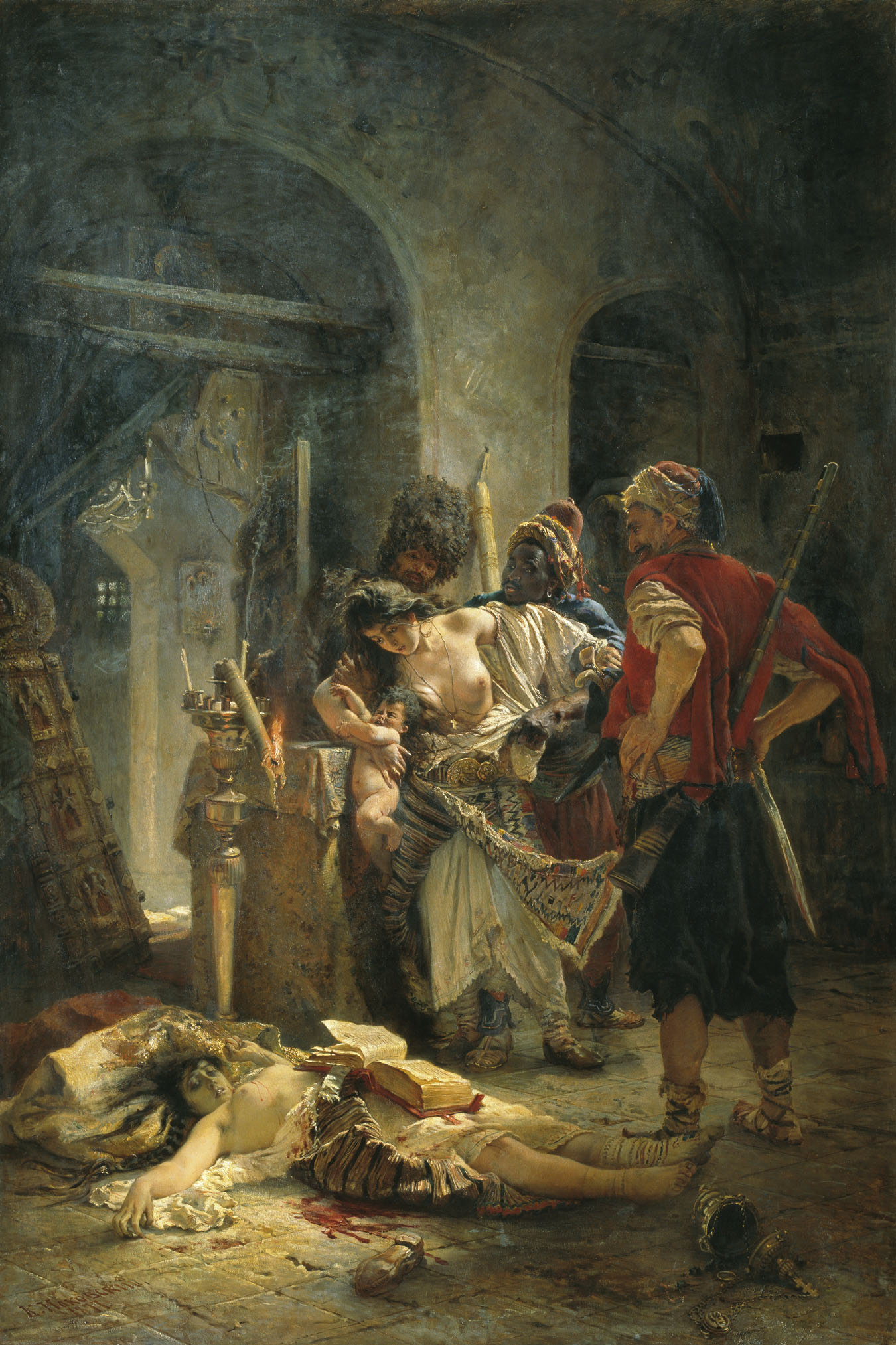
„Bulharské mučednice", malba z roku 1877 od ruského malíře Konstantina Makovského, zobrazující znásilnění bulharských žen osmanskými bašibozuky při potlačení Dubnového povstání.

V současné historiografii Bulharska a Turecka stále přetrvávají pohledy, které zvýrazňují utrpení vlastního lidu a zvláště u Turků, kteří vidí válku jako křivdu na své veliké říši a na své menšině v Bulharsku, jasně přetrvává ublížený postoj, který se snaží zveličit oběti Turků a marginalizovat ztráty bulharského národa. I tak je pravda, že nakonec bylo po prohrané válce postiženo, hlavně uprchlictvím a ztrátou majetku, větší množství Turků než Bulharů.

### Represálie v Zagoře a okolí
Dne 31. července 1877 po šestihodinovém boji o Starou Zagoru ustoupili ruští vojáci a bulharští dobrovolníci tlaku turecké přesily, čímž umožnili Turkům rozpoutat nejtragičtější události v historii města. Bylo celé spáleno a zničeno do základů během dalších tří dnů po bitvě. Jediná veřejná budova, která zůstala stát, byla mešita Eski Džamija. Počet obětí ve Staré Zagoře a o sousedních vesnicích dosáhl 14 500. Populace do té doby největšího města na bulharském území se významně snížila a po válce, v 80. letech 19. století, čítala jen 16 000 obyvatel. Město pak bylo znovu vybudováno podle plánů českého architekta Lubora Bayera.

### Oběti odvetných akcí v jižním Bulharsku
Jen v jižním Bulharsku bylo pobito 18 000 osob, vypáleno 40 860 obydlí, 925 kostelů a 120 škol (hlavně v okolí Plovdivu a Odrinu). Zvláště v údolí Marice byli lidé věšeni systémově na každém rohu, při každém podezření z pomoci Rusům. Některé vesnice byly vypáleny i bez jakéhokoliv podezření z kolaborace.

### Bulharští uprchlíci
Na Rusy okupovaná území uprchlo z dnešních thráckých oblastí Řecka a Turecka asi 100 000 osob bulharské národnosti.

### Turečtí uprchlíci a vyhnanci
Počet tureckých uprchlíků je odhadován od 130 000 až po asi 750 000 lidí. Počet mrtvých, jejichž příčiny úmrtí byly zřejmě různorodé, od vyvražďování, přes epidemie až po nedostatek potravin, jsou odhadovány až na 200 000 osob. Ztráty majetku tureckých velkostatkářů byly v menší míře nahrazovány, hlavně ve Východní Rumélii a v jihozápadním Bulharsku. Někteří turečtí vlastníci díky prostřednictví zvláštních zplnomocněnců prodávali svou půdu bulharským rolníkům. Celkem vykoupili Bulhaři od Turků téměř jednu čtvrtinu obhospodařovávané půdy.

## Poválečné události

### Předběžný mír v San Stefanu
19. února (3. března) 1878 – hrabě Ignaťjev uzavřel předběžnou mírovou dohodu v městečku San Stefano (13 km od Cařihradu), kde byli Rusové nuceni se zastavit pod hrozbou zásahu britského námořnictva (vyslaného do Marmarského moře), rozsah touto dohodu vytvořeného Velkého Bulharska byl následující: Mizie (sev. Bulharsko – sev. hranicí Dunaj), jižní Dobrudža po linii Černá voda–Mangalia, Thrákie a Makedonie (jižní Bulharsko, okolí Lüleburgasu /většinově národnostně bulharské/ – vých. hranice Černé moře po Achtopol, jižní egejské /bělomořské/ pobřeží od ústí Mesty až po ústí Vardaru – včetně Kavaly, ale bez Chalkidiké a Soluně; na západě k Albánii) a Pirotsko

### Konečné uspořádání z Berlínského kongresu
Kvůli neshodám velmocí byl svolán díky nabídce kancléře Bismarcka a 13. 6. 1878 zahájen Berlínský kongres. Na něm bylo nakonec rozhodnuto, že Bulharské knížectví s dědičným křesťanským panovníkem bude závislý stát mezi Dunajem a Starou planinou (bez Pirotska) pod pravomocí tureckého sultána. Části okresů Vranja a Pirot byly přiřknuty Srbsku, ale byl zamítnut jeho požadavek na Kosovo Pole a Novopazarský sandžak. Rakousko-Uhersko získalo na 30 let do správy Bosnu i Hercegovinu, Británii byl jako kompenzace věnován Kypr a Rusku byl přiřknut Kars, v držení ponechána Batumi a Ardahan, ale muselo vrátit Bajazid. Ruská správa Bulharska byla zkrácena na pouhých 9 měsíců (z původně plánovaných 24) a největší křivdou pro Bulhary se stalo vytvoření nového autonomního útvaru Východní Rumélie v jižním Bulharsku, v jejímž čele měl stát vždy křesťanský guvernér (jmenovaný na 5 let). Osmanům zůstalo právo mít rozmístěné posádky v bývalých tureckých pevnostech.

### Razložsko-kresenské povstání
Koncem září 1878 pronikl do severní Makedonie oddíl polského důstojníka Ludwiga Wojtkewicze (rozehnán), poté oddíl Adama Ivanoviče Kalmykova do okolí Melniku (Kresna, Vlachi, Oštava, Sărbinovo) a po tuhém boji kapitulovala turecká posádka v Kresně. Povstání se rozšířilo po celém Melnicku a do okolí Razlogu. Povstalci se vzdali turecké přesile poté, co britské loďstvo přepravilo turecké posily.

### Ustavení nezávislého Bulharska a situace ve Východní Rumélii
Po Berlínském kongresu panovala mezi Bulhary značná nespokojenost, zvláště těch, kteří se ocitli mimo hranice Bulharského knížectví. Ruská okupace byla zkrácena z plánovaných dvou let na devět měsíců, a tak se s ustavením státní správy muselo pospíchat. Největší boje se rozhořely o znění ústavy, spory probíhaly mezi konzervativci, jejichž vůdčími osobnostmi byli Konstantin Stoilov, Dimitǎr Grekov a první bulharský ministerský předseda Todor Stojanov Burmov, a národními liberály vedenými Stefanem Stambolovem, Petkem Karavelovem či Petkem Slavejkovem. Konečná verze textu ústavy, tzv. Trnovská ústava, byla schválena 16. dubna 1879 a na tehdejší dobu byla jednou z nejdemokratičtějších v Evropě.
Přes veškerou tureckou snahu se Východní Rumélie nestala opět plně ovládaným tureckým územím, ale byla z velké části řízena Bulhary. Generálním guvernérem Východní Rumélie byl jmenován poturčený Bulhar, diplomat Aleko Bogoridi (po letech v tureckých službách se už ani nedokázal vyjádřit bulharsky), který podle vzpomínek současníků již při příjezdu podlehl strachu z nespokojenosti bulharského obyvatelstva, projevované v rozvášněných demonstracích, a rychle skryl turecký fez a nasadil bulharskou beranici, tzv. kalpak. Jeho zástupcem, hlavním tajemníkem generálního guvernéra a direktorem vnitřních záležitostí, se stal Gavril Krǎstevič, účastník církevních bojů v Cařihradě. Generálního guvernéra podporovala strana státoprávní, v jejímž vedení byl např. Stojan Čomakov, a proti ní stála strana konzervativní, čili sjednocovací, jejímiž vůdčími představiteli byli Ivan Estatiev Gešov, Ivan Stojanov Gešov či Michail Madžarov.

## Seznam nejvýznamnějších střetnutí

### 1877
- 25. červen – Bitva o Kizil-Tepe – ruský pokus dobýt Kars byl odražen
- 26. červen – Bitva u Zimnice – Rusové připravují překročení Dunaje
- 27. červen – Bitva o Svištov – Rusové dobyli přístav a pokračovali k Nikopoli
- 16. červenec – Bitva u Nikopole – Rusové porazili Turky a obsadili Nikopol, v tu chvíli mohou bez překážky vtáhnout do Bulharska
- 17. červenec – První bitva v průsmyku Šipka – Rusové obsadili průsmyk Šipka
- 20. červenec – začátek obléhání Plevna
- 20. červenec – První bitva u Plevna – Osmané odrazili málo připravený ruský útok
- 31. červenec – Druhá bitva u Plevna – Osmané nechali vykrvácet útok Rusů a Rumunů
- 21.–25. srpen – Druhá bitva v průsmyku Šipka – Rusové odrážejí vlny útoků osmanského vojska v průsmyku Šipka
- 3. září – Bitva u Lovče – Rusové omezili zásobování Osmanů porážkou a dobytím Lovče během obléhání Plevna
- 11. září – Třetí bitva u Plevna – Osmané odrazili ruský útok
- 13. září – Třetí bitva v průsmyku Šipka – Rusové odrazili útok Osmanů na průsmyk Šipka
- 2.–4. říjen – Bitva u Yahni – Rusové dosáhli sice jistých zisků, ale nebyli schopní je udržet, turecké vítězství
- 12.–15. říjen – Bitva o Aladja Dag – Osmanská armáda v čele s Hadži Resit Pašou se vzdala Rusům
- 24. říjen – Bitva u Gorného Dǎbnika – Rusové obsadili tureckou pevnůstku strážící zásobovací linie ke Plevnu
- 4. listopad – Bitva o Deve Boyun – ruský generál Heimann vyhrál další bitvu
- 8.–9. listopad – Bitva o Erzurum – Rusové nezvládli dobýt Erzurum při mohutném útoku
- 17. listopad – Bitva o Kars – Rusové dobyli důležitou osmanskou pevnost v Zakavkazsku
- 10. prosinec – konec obléhání Plevna, turecká kapitulace
- 28. prosinec – Bitva u Taškisenu; při krytí všeobecného ústupu se Turci krátce postavili ruskému předvoji, který zprvu odrazili

### 1878
- 5. leden – Čtvrtá bitva v průsmyku Šipka – generál Gurko rozdrtil Turky v průsmyku Šipka
- 8.–9. leden – Bitva u Šejnova – šipenská (jižní) skupina gnrl. Fjodora Radeckého zajala 30 000 Turků
- 17. leden – Bitva u Plovdivu – Gurko obrátil k útěku turecké síly a přesouvá se do nebezpečné vzdálenosti od Istanbulu
- 20. leden – dobyt Odrin (Drinopol, Edirne)